# 外高橋保税区北駅
座標: 北緯31度20分59秒 東経121度34分58秒 / 北緯31.34972度 東経121.58278度
外高橋保税区北駅（がいこうきょうほぜいくきた-えき）は上海市浦東新区に位置する上海地下鉄6号線の駅である。

## 駅構造
- 相対式ホーム2面2線を有する高架駅。

## 歴史
- 2007年12月29日 - 開業。

## 隣の駅
上海軌道交通
■6号線
港城路駅 - 外高橋保税区北駅 - 航津路駅